# Noi, le donne noi
Noi, le donne noi, pubblicato nel 2003, è trentacinquesimo album in studio della cantante italiana Ornella Vanoni.

## Il disco
Rilettura di famose canzoni della stessa Vanoni intermezzate da brevi commenti in forma di poesia. Partecipano all'operazione vari artisti, musicali (Mario Lavezzi, Paolo Fresu) e non (Nancy Brilli, Claudia Gerini).

## Tracce
1. Noi, le donne noi - Ornella Vanoni con Nancy Brilli
2. Vento
3. Stella nascente
4. Vai Valentina
5. Bocca di rosa
6. Precipizio
7. Carmen
8. Fandango
9. Musica musica
10. Caro nome mio
11. La famosa volpe azzurra - (Famous Blue Raincoat)
12. Rossetto e cioccolato (Testo di Claudio Lorenzet)
13. La donna d'inverno - Ornella Vanoni con Mario Lavezzi
14. Poesia illegittima
15. Ricetta di donna - Ornella Vanoni con Claudia Gerini
16. Samba della rosa (Samba da Rosa) - Ornella Vanoni con Claudia Gerini
17. Cercasi
18. Per un'amica
19. Noi, le donne noi (Afterhours version)
20. Fate piano

## Formazione
- Ornella Vanoni – voce
- Cesare Chiodo – basso
- Alfredo Golino – batteria
- Riccardo Fioravanti – basso
- Nicolò Fragile – pianoforte, cori, programmazione, tastiera
- Stefano Bagnoli – batteria
- Roberto Baldi – pianoforte, programmazione
- Marco Ricci – basso
- Michele Ascolese – chitarra acustica, chitarra classica, chitarra elettrica, bouzouki
- Natalio Mangalavite – pianoforte, sintetizzatore
- Gogo Ghidelli – chitarra elettrica
- Paolo Jannacci – pianoforte, fisarmonica
- Franco Pelizzari – percussioni
- Demo Morselli – tromba
- Javier Girotto – sassofono soprano
- Angela Baggi, Anne Evans, Isabella Casacci, Jasmine Laurenti, Mario Lavezzi – cori